# Ītyoṗya, Ītyoṗya, Ītyoṗya qidämī
Ītyoṗya, Ītyoṗya, Ītyoṗya qidämī (in amarico: ኢትዮጵያ ኢትዮጵያ ኢትዮጵያ ቅደሚ, «Etiopia, Etiopia, Etiopia sii la prima») fu l'inno nazionale dell'Etiopia durante il Regime del Derg nonché durante la Repubblica Democratica Popolare d'Etiopia. L'Inno, adottato nel 1975 fu rimpiazzato dall'attuale nel 1992. La musica fu composta da ’äto Danə’el Yoḥänəs, il testo da ’äsäfa Gäbrä-Maryam Täsäma.

## Testo
| ኢትዮጵያ ኢትዮጵያ ኢትዮጵያ ቅደሚ (Amarico) | Ītiyop’iya, Ītiyop’iya, Ītiyop’iya k’idemī (Traslitterazione) | Etiopia, Etiopia, Etiopia sii la prima (Traduzione in Italiano) |
| --- | --- | --- |
| ኢትዮጵያ ኢትዮጵያ ኢትዮጵያ ቅደሚ በኅብረሰባዊነት አብቢቢ ለምልሚ! ቃል ኪዳን ገብተዋል ጀግኖች ልጆችሽ ወንዞች ተራሮችሽ ድንግል መሬትሽ ለኢትዮጵያ አንድነት ለነፃነትሽ መስዋዕት ሊሆኑ ለክብር ለዝናሽ! ተራመጂ ወደፊት በጥበብ ጎዳና ታጠቂ ለሥራ ላገር ብልጽግና! የጀግኖች እናት ነሽ በልጆችሽ ኩሪ ጠላቶችሽ ይጥፉ ለዘላለም ኑሪ! | ’ityoṗya, ’ityoṗya, ’ityoṗya qidä mi bäḫibräsäbawinät ’äbbibi lämlimi! Qal kidan gäbtäwal jägnoch lijotchishi, wänzoch tärarotchish dingil märetishi lä’ityoṗya ’ändinät länäṣ́anätishi mäswa't lihonu läkibir läzinashi! Täramäji wädäfit bäṭəbabə godana Taṭäqi läśira lagär biliṣigina! Yäjägnoch ’inat näsh bälijochish kuri Ṭälatochish yiṭfu läzälaläm nuri! | Etiopia, Etiopia, Etiopia, sii la prima nel Socialismo – fiorisci, sii fertile! I tuoi prodi figli hanno fatto un patto, che i tuoi fiumi e le tue montagne, la tua terra vergine possa essere un sacrificio per l'unità dell'Etiopia, per la sua libertà, per il tuo onore e la tua fama! Vai avanti sulla strada della saggezza, Cingiti del compito, per la prosperità della terra! sei la madre degli eroi – sii fiera dei tuoi figli, possano perire i tuoi nemici – possa tu vivere per sempre! |